# Fink
Fink（フィンク）は、UNIX環境向けに開発されたオープンソフトウェア群を、macOSやその基幹システムであるダーウィンでも使えるようにすることを目標とした、インターネットコミュニティーによるプロジェクトの一つ。オープンソフトウェアをmacOS上でも動作するように移植することと、既にLinuxで実現されたのと同じくらいに快適なソフトウェア管理環境（パッケージ管理システムと呼ばれる）の構築を目指している。
Finkはコマンドラインからのパッケージ管理システムとして、Debianプロジェクトが開発したdpkgとapt、または独自開発のfinkを使用する。
finkはPerlモジュールのセットとして実行される。グラフィカル・ユーザ・インターフェースとしてFinkCommanderを用意する。
パッケージソフトウェアはバイナリとソースコードの両方で配布され、使う人の利便に応じて選択できる。
Finkのメンテナンスはコミュニティによって行われている。
フィンクの名称はチャールズ・ダーウィンが進化論を書くきっかけを与えたとされるフィンチという鳥に由来する。macOSのベースシステムであるDarwinにひっかけた名前で、finkはフィンチのドイツ語綴りである。